# Дзедзінек
Дзедзінек (пол. Dziedzinek, нім. Diedeneck) — село в Польщі, у гміні Короново Бидґозького повіту Куявсько-Поморського воєводства.
Населення — 168 осіб (2011).
У 1975-1998 роках село належало до Бидгощського воєводства.

## Демографія
Демографічна структура станом на 31 березня 2011 року:
|          | Загалом | Допрацездатний вік | Працездатний вік | Постпрацездатний вік |
| -------- | ------- | ------------------ | ---------------- | -------------------- |
| Чоловіки | 92      | 22                 | 64               | 6                    |
| Жінки    | 76      | 19                 | 42               | 15                   |
| Разом    | 168     | 41                 | 106              | 21                   |